# Émile Zola ou la Conscience humaine
Émile Zola ou la Conscience humaine est une mini-série française en quatre épisodes d'environ 120 minutes réalisée par Stellio Lorenzi, sur une partie de la vie d'Émile Zola, d'après la biographie Bonjour monsieur Zola d'Armand Lanoux et diffusée du 29 avril au 11 mai 1978 sur Antenne 2.
Au Québec, elle a été diffusée du 14 juin au 5 juillet 1981 à la Télévision de Radio-Canada dans Les Beaux Dimanches.

## Synopsis
Cette mini-série met en scène la vie d'Émile Zola, de l'affaire Dreyfus jusqu'à la mort de l'écrivain.

## Fiche technique
- Titre : Zola ou la Conscience humaine
- Réalisation : Stellio Lorenzi
- Scénario : Marcel Jullian et Stellio Lorenzi d'après Bonjour monsieur Zola d'Armand Lanoux
- Costumes : Jean-Pierre Mayer et Monique Plotin
- Image : Jacques Manier
- Son : Jacques Merrien
- Montage : Jacqueline Tarrit
- Musique : Betty Willemetz
- Durée : environ 480 minutes (4 × 120 minutes)
- Date de première diffusion :  France : 29 avril 1978

## Distribution
- Jean Topart : Émile Zola
- François Chaumette : Labori
- Alain MacMoy : Albert Clemenceau
- Dominique Davray : Alexandrine Zola
- Maryvonne Schiltz : Jeanne
- Pierre Vernier : le colonel Picquart
- Gérard Darrieu : Colonel Henry
- Jacques Lalande : Du Paty de Clam
- Yvon Sarray : Général Mercier
- Roger Crouzet : Paul Alexis
- William Sabatier : Jaurès
- Paul Barge : Léon Daudet
- Roger Montsoret : Alfred Dreyfus
- Gilles Guillot : Lazare
- André Valmy : Clemenceau
- Jacques Castelot : Général de Pellieux
- Jean Deschamps : Général Gonse
- Yves Brainville : Général de Boisdeffre
- Roland Ménard : Alphonse Daudet
- Régine Blaess : Mme Daudet
- François Maistre : Anatole France
- Charles Millot : Esterhazy
- Jacques Monod : le président du tribunal
- Jacques Dannoville : Forzinetti
- André Thorent : Allemane
- Yves Kerboul : Leblois
- André Cellier : Gérard
- Andrée Tainsy : Mme Bastian
- José Jesús Valverde : Jules Guesde
- Fred Personne : Alphonse Bertillon
- Jean Reney : Toulouse
- Paul Crauchet : Auguste Scheurer-Kestner
- Jean-Pierre Bagot : Jules Guérin
- Marc Dudicourt : Alexandre Millerand
- Claude Beauthéac : Édouard Drumont
- Georges Werler : Barrés
- Guy Kerner : le procureur
- Rachel Salik : Lucie Dreyfus
- Jacques Galland : Fernand de Rodays
- Maurice Jacquemont : le bâtonnier
- Alain Halle-Halle : Mathieu Dreyfus
- Robert Le Béal : Castro
- Claude d'Yd : Lebrun-Renaud
- Simone Rieutor : Séverine
- Jacques Couturier : Méline
- Jean-Jacques Daubin : Perrenx
- Bernard Musson : le greffier
- Louis Arbessier : Vizetelly
- Martine Ferrière : Mistress Louise
- Samson Fainsilber : Jules
- Jeanne Hardeyn : Berthe
- Maurice Bourbon : Cornettes
- Claude Debord : Cuignet
- Jean Lanier : Cavaignac
- Alain Nobis : le préfet
- Odile Locquin : Violette Vizetelly

## Épisodes
1. Un homme assez courageux
2. J'accuse
3. Cannibales
4. Et j'attends toujours